# Rode jeneverbesgalmug
De rode jeneverbesgalmug (Oligotrophus juniperinus) is een muggensoort uit de familie van de galmuggen (Cecidomyiidae). De wetenschappelijke naam van de soort is voor gepubliceerd in 1758 door Linnaeus in de tiende editie van Systema naturae.